# Société internationale de musique
Ne doit pas être confondu avec Société internationale de musicologie.
La Société internationale de musique (aussi appelé SIM, allemand : Internationale Musikgesellschaft) est la première société savante de musicologie à l'échelle internationale. Elle a existé entre 1898 et 1914 et avait son siège à Berlin.
La Société internationale de musique a été créée en 1898 à l'initiative de Oskar Fleischer, musicologue allemand, pour promouvoir l'échange scientifique dans le domaine de la musicologie.
Alors que le siège de la société était en Allemagne, celle-ci fut dissoute lorsqu'en 1914 la Première Guerre mondiale éclatât.

## Membres
En 1909, la société comptait 836 membres, parmi lesquels 375 parlaient la langue allemande, et 214 parlaient l'anglais. Elle a été fondée par Oskar Fleischer et co-fondée par Max Seiffert, Komitas et Jules Écorcheville. Le musicologue Johannes Wolf fut également secrétaire de la SIM. Hermann Kretzschmar (en) fut président de la société savante de 1904 à 1908 et en 1914.

## Branches internationales

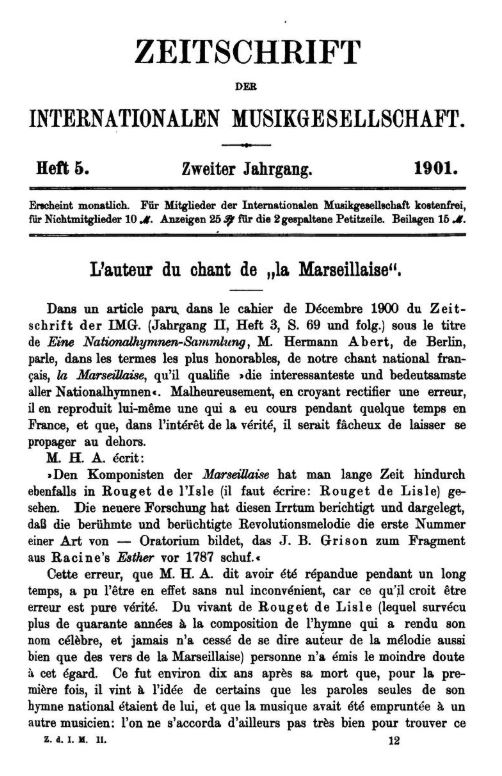
Article bilingue sur l'auteur de La Marseillaise (n° 5, 1901)

### Section austro-hongroise
En 1899, une section-hongroise fut créée. Elle était administrée, entre autres, par Guido Adler qui, la même année, initia la création du groupe local de Vienne qu'il dirigea dès sa création. Celui-ci fut plus tard, en 1905, dirigé par Erwin Luntz (d), puis, à partir de 1910 par Hugo Botstiber (en). Il y eut aussi l'ajout de groupes locaux à Budapest et Prague.
Durant les 15 années de vie de la société, environ 70 événements ont été organisés. Ce fut principalement des conférences, des soirées musicales ou des spectacles de musique ancienne. Les événements prenaient principalement place dans les locaux de l'Institut d'histoire de la musique de l'Université de Vienne. Les conférences portaient principalement sur les thématiques de l'histoire de la musique, la musicologie comparée, la facture instrumentale et l'éducation musicale. Beaucoup d'artistes diplômés de l'Institut d'histoire de la musique, anciens élèves d'Adler figuraient parmi les intervenants aux côtés de personnalités de la vie musicale viennoise, telles que : Max Graf, Joseph Gregor, Egon Wellesz.

### Section française
La section française a été créée en 1904 par Lionel Dauriac qui en sera son premier président. Elle acquiert le journal Mercure Musical en 1906 qui fut publié de 1907 à 1914 sous le nom de Mercure musical et bulletin français de la SIM: Société Internationale de Musique (Section de Paris) puis seulement Revue Musicale Mensuelle S.I.M en 1909. Elle était dirigée en 1910 par Charles Malherbe, puis de 1911 à 1914 par Jules Écorcheville. La société parisienne siégeais à la Bibliothèque nationale de France, lors de ses séances, et comptais, entre autres, parmi ses membres : Charles Mutin, Lionel de la Laurencie, Jacques-Gabriel Prod'homme, Charles Bouvet, Louis Laloy, Jean Marnold, Vassili D. Korganov ou André Pirro,.
Après sa dissolution, la Société française de musicologie sera fondée en 1917 par les anciens membres de la section française de la Société internationale de musique. Lionel de la Laurencie en sera le premier président.

### Autres sections
En Belgique, en 1909, Edgar Tinel était le directeur de la section et Ernest Closson celui de la branche local à Bruxelle.
Au Danemark, lors du congrès de Vienne en 1909, Prof. Dr Angul Hammerich, Dr William Behrend et S. Levyso représentaient le pays et la branche locale de Copenhague.

## Publications

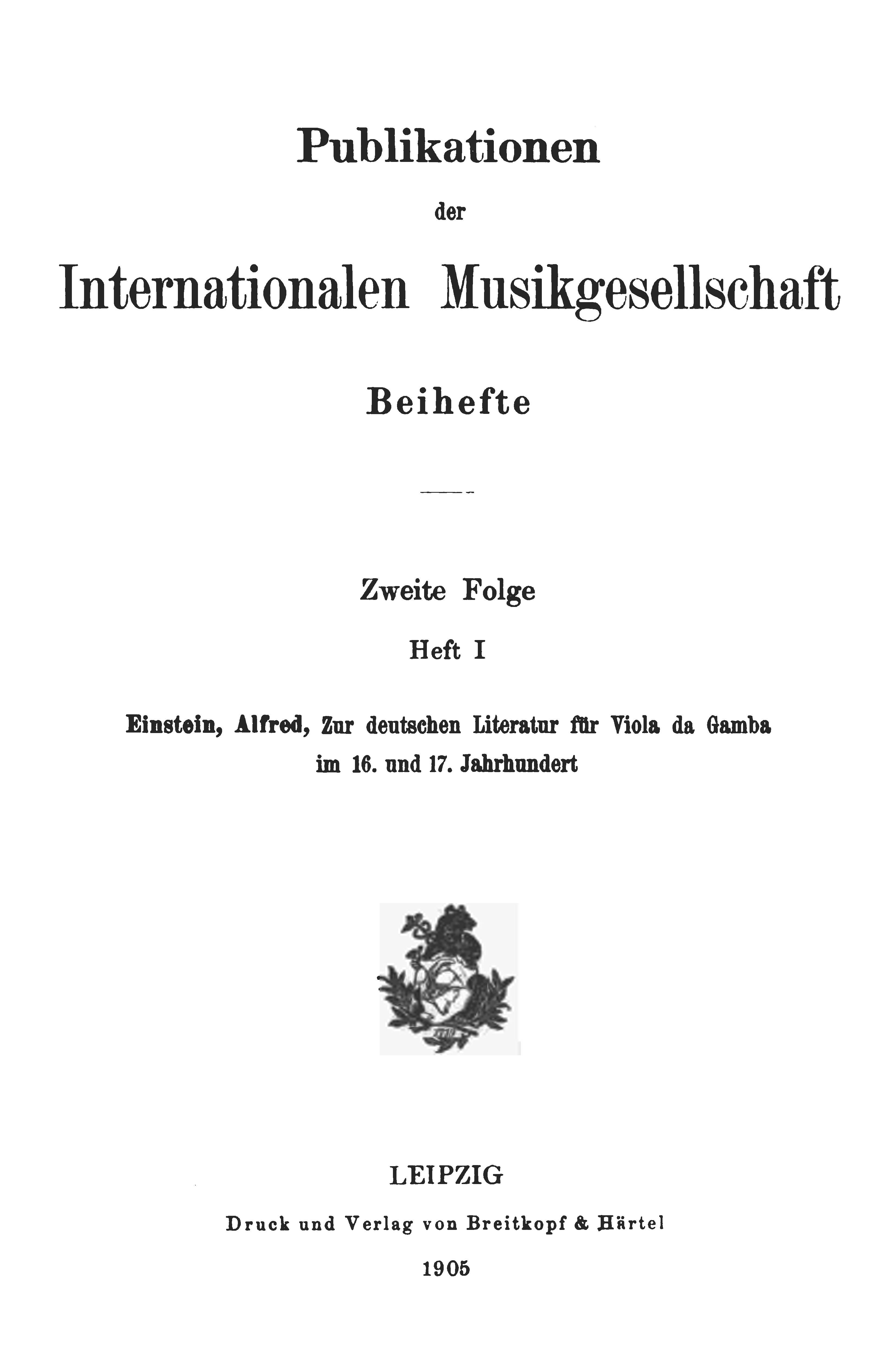
Suppléments de la Société Internationale de Musique de 1905

La Société a publié en diverses langues, notamment en allemand, français et en anglais.
Les publications de la Société internationale de musique, furent des recueils de conférences musicales, des œuvres musicologiques des universités allemandes, diverses anthologies, le Journal de la S.I.M, les Suppléments de la S.I.M et les rapports des congrès de Bâle (1906), Vienne (1909) et Londres (1911).
Des revues et journaux furent également publiés dans les diverses branches internationales de la société.

## Aller plus loin